# M'Bout (departement)
M'Bout är ett departement i Mauretanien.   Det ligger i regionen Gorgol, i den södra delen av landet, 400 km sydost om huvudstaden Nouakchott.